# Suonenjärvi
Suonenjärvi eller Suonetjärvi är en sjö i Finland. Den ligger i kommunen Sotkamo i landskapet Kajanaland, i den centrala delen av landet, 500 km norr om huvudstaden Helsingfors. Suonenjärvi ligger 185 meter över havet. Arean är 45 hektar och strandlinjen är 3,56 kilometer lång. Sjön  ingår i Uleälvens huvudavrinningsområde. 